# Antonio Cánovas del Castillo
Antonio Cánovas del Castillo (ur. 8 lutego 1828 w Maladze, zm. 8 sierpnia 1897 w Guipúzcoa) – polityk hiszpański, twórca i przywódca Partii Konserwatywnej i kilkakrotny premier, współautor konstytucji z 1876 r. Przyczynił się do restauracji Burbonów na tron hiszpański. Zginął zabity przez anarchistę.

## Życiorys
Po śmierci ojca przyjechał do Madrytu, gdzie pozostawał pod kuratelą swojego krewnego, pisarza Serafina Estébanez Calderona i bankowca José Salamanki. Studiował prawo na Uniwersytecie Madryckim. Już w 1852 roku poznał generała Leopoldo O'Donnella, któremu kilka lat później będzie doradzał w najważniejszych politycznych sprawach. Współuczestniczył w konspiracji O'Donella w roku 1854, której zresztą sam był pomysłodawcą. W tym samym roku (1854) został wybrany do lokalnego parlamentu prowincji Malaga. Ze względu na brak chęci, by wesprzeć rząd Baldomero Espartero–O'Donnell, zdecydował się zrezygnować z tej funkcji, aby przyjąć prestiżowe stanowisko zaproponowane mu przez rząd Watykanu (1855).
Po powrocie z Włoch w roku 1857 pracował na różnych posadach w rządzie hiszpańskim, do czasu, kiedy w 1864 roku został ministrem spraw wewnętrznych i administracji w rządzie Alejandro Mona. Rok później został ministrem ds. kolonializmu, tym razem w rządzie O'Donella. Był członkiem parlamentu, zwołanego przez generała Juana Prima w 1868 r. po detronizacji Izabelli II 29 września, aczkolwiek odmówił poparcia monarchii Amadeusza (1870-73). Zamiast tego został liderem tych, którzy popierali Alfonsa XII i przygotowywał jego powrót na tron. Po osiągnięciu swojego celu i ogłoszeniu przez generała Arsenio Martíneza-Camposa, w Sagunto 29 grudnia 1874, powrotu króla, został mianowany premierem wspólnie z przywódcą Partii Liberalnej Práxedesem Mateo Sagasta. Po śmierci Alfonsa XII, 25 listopada 1885 r., zajął się pokojowym przekazaniem władzy królowej Marí Cristinie oraz zapewnieniem dojścia do tronu Alfonsowi XIII. Gwarantował to tzw. "Pakt w Pardo", zawarty przez Sagasta i Martíneza Camposa z Canovasem, który zmuszał on tego ostatniego do rezygnacji z funkcji premiera. Był głównym autorem konstytucji Hiszpanii, uchwalonej w 1876 r.
Jego polityka krajowa przyniosła Hiszpanii porządek społeczny oraz w pewnym stopniu stan jedności narodowej, jednakże nie zaspokoił potrzeb klasy robotniczej. W kwestii Kuby był zwolennikiem polityki wojennej i nie sprostał wcieleniu w życie żadnych reform liberalnych w tym kraju.
W wieku 69 lat został zamordowany przez anarchistę Michele Angiolillo, pochodzącego z Włoch.
Canovas del Costillo był człowiekiem wykształconym, członkiem Królewskiej Akademii Hiszpańskiej, autorem wielu publikacji historycznych.